# Celestin Nzeyimana
Celestin Nzeyimana

Link zum Bild

Celestin Nzeyimana (* 5. Mai 1980 im Distrikt Rusizi, Ruanda) ist ein ruandischer Sportfunktionär sowie Volleyball- und Sitzvolleyballspieler.

## Karriere
Zwischen 2004 und 2008 spielte Nzeyimana sowohl in der ruandischen Volleyball-, als auch Sitzvolleyball-Nationalmannschaft. Nachdem er ab 2006 den Posten des Generalsekretärs des Nationalen Paralympischen Komitees Ruandas geführt hatte, wurde Nzeyimana im März 2013 als Nachfolger von Dominique Bizimana zum Präsidenten des ruandischen Behindertensportdachverbands gewählt. Ihm selbst folgte Jean-Baptiste Murema im März 2017. Bei den Paralympischen Spielen 2008 in Peking und 2012 in London war Nzeyimana Leiter der ruandischen Delegation. Von 2017 bis 2020 war er Generalsekretär von Para Volley Africa. Am 31. Oktober 2021 wurde er für eine Amtszeit von vier Jahren zum Generalsekretär des Afrikanischen Paralympischen Komitees gewählt. Nzeyimana arbeitet zudem bei der National Union of Disability Organizations in Rwanda (NUDOR, deutsch „Nationale Union der Behindertenorganisationen in Ruanda“) als Capacity Building Manager.